# Скоглунд, Эрик
Эрик Скоглунд (англ. Erik Skoglund; род. 24 мая 1991; Вердинге, провинция Сёдерманланд, Швеция) — шведский боксёр-профессионал, выступающий во второй средней (англ. super middleweight, до 76,2 кг) и в полутяжёлой (англ. light heavyweight, до 79,4 кг) весовых категориях. Обладатель титулов чемпиона по версиям WBA International (2016—н. в.), IBO International (2016—н. в.), IBF Inter-Continental (2014—2017), чемпион Европейского союза по версии EBU-EU (2013—2015) в полутяжёлом весе.

## Профессиональная карьера
Дебютировал на профессиональном ринге 1 мая 2010 года.

## Статистика профессиональных боёв
В таблице перечислены результаты всех поединков боксёров.
В каждой строке указан результат поединка. Дополнительно номер поединка обозначен цветом, который обозначает итог поединка. Расшифровка обозначений и цветов представлена в нижеследующей таблице.
| Пример | Расшифровка                     |
| ------ | ------------------------------- |
|        | Победа                          |
|        | Ничья                           |
|        | Поражение                       |
|        | Планируемый поединок            |
|        | Поединок признан несостоявшимся |
| КО     | Нокаут                          |
| ТКО    | Технический нокаут              |
| PTS    | Решение судей (по очкам)        |
| UD     | Единогласное решение судей      |
| MD     | Решение большинства судей       |
| SD     | Раздельное решение судей        |
| RTD    | Отказ от продолжения боя        |
| DQ     | Дисквалификация                 |
| NC     | Поединок признан несостоявшимся |

| 27 поединков, 26 побед (12 нокаутом), 1 поражение | 27 поединков, 26 побед (12 нокаутом), 1 поражение | 27 поединков, 26 побед (12 нокаутом), 1 поражение | 27 поединков, 26 побед (12 нокаутом), 1 поражение | 27 поединков, 26 побед (12 нокаутом), 1 поражение | 27 поединков, 26 побед (12 нокаутом), 1 поражение | 27 поединков, 26 побед (12 нокаутом), 1 поражение                                                                  | 27 поединков, 26 побед (12 нокаутом), 1 поражение |
| Бой                                               | Рекорд                                            | Дата боя                                          | Соперник                                          | Место проведения боя                              | Раундов, время                                    | Дополнительно |                                                   |
| ------------------------------------------------- | ------------------------------------------------- | ------------------------------------------------- | ------------------------------------------------- | ------------------------------------------------- | ------------------------------------------------- | --- | ------------------------------------------------- |
| 27                                                | 26-1                                              | 16 сентября 2017                                  | Каллум Смит (22-0)                                | Echo Arena, Ливерпуль, Мерсисайд, Великобритания  | UD (12)                                           | Счёт: 112-116, 110-117, 111-117. Четвертьфинальный бой World Boxing Super Series.                                  |                                                   |
| 26                                                | 26-0                                              | 9 декабря 2016                                    | Тими Шала (21-1-1)                                | Нючёпинг, Швеция                                  | KO 11 (12), 2:51                                  | Завоевал вакантный титул чемпиона по версии WBA International в полутяжёлом весе.                                  |                                                   |
| 25                                                | 25-0                                              | 23 апреля 2016                                    | Райно Либенберг (17-2)                            | Стокгольм, Швеция                                 | UD (12)                                           | Счёт: 117-111, 117-111, 115-113. Завоевал вакантный титул чемпиона по версии IBO International в полутяжёлом весе. |                                                   |